# Resolución 3160 de la Asamblea General de las Naciones Unidas
En la resolución 3160 de la Asamblea General de la ONU, aprobada el 14 de diciembre de 1973, la comunidad internacional manifestó su preocupación por la falta de avances en la solución de la cuestión de las islas Malvinas, y reconoció los esfuerzos realizados por el gobierno argentino, para facilitar el proceso de descolonización y promover el bienestar de la población de las islas.

## Interpretación de la resolución
La Asamblea General recordó que la resolución 2065 estableció que la única manera de poner fin a dicha situación colonial, consiste en la solución pacífica de la disputa de soberanía entre la Argentina y el Reino Unido. Diplomáticos y académicos sostienen que esa declaración, equivale a reconocer que la situación colonial sólo puede ser resuelta determinando, en primer lugar, que país tiene derechos de soberanía sobre el territorio y no colocando a los ciudadanos británicos que lo habitan, como jueces y parte en la disputa.
El 22 de julio de 1998, en su declaración ante el Comité de Descolonización, el canciller argentino Guido Di Tella, citó a la entonces presidenta de la Corte Internacional de Justicia, la jurista británica Rosalyn Higgins, quien en referencia a la cuestión Malvinas sostuvo:

(...) debe decirse, que el sujeto territorial viene en primer lugar, hasta tanto no sea determinado a quien pertenece la soberanía no es posible esclarecer si los habitantes tienen o no derecho a la libre determinación.
Rosalyn Higgins, Problems and Process: International Law and How We Use It, Clarendon Press, 1994.

## Votación
La resolución fue aprobada con 116 votos a favor, ninguno en contra y 14 abstenciones. Fue la resolución sobre la cuestión Malvinas con la mayor cantidad de adhesiones, representando casi el 90% de los miembros de las Naciones Unidas.
Los países que se abstuvieron fueron: Bélgica, Canadá, Dinamarca, Finlandia, Francia, República Federal de Alemania, Luxemburgo, Países Bajos, Noruega, Portugal, Sudáfrica, Suecia, Reino Unido y Estados Unidos.